# Neobisium espinoi
Espèce
Neobisium espinoi est une espèce de pseudoscorpions de la famille des Neobisiidae.

## Distribution
Cette espèce est endémique d'Andalousie en Espagne. Elle se rencontre à Siles dans la grotte Sima de los 30 años.

## Description
Le mâle holotype mesure 3,95 mm.

## Étymologie
Cette espèce est nommée en l'honneur de José Manuel de la Torre Espino.

## Publication originale
- Carabajal Márquez, García Carrillo & Rodríguez Fernández, 2011 : Contribution to the catalogue of the pseudoscorpions of Andalucia (Spain) (I) (Arachnida, Pseudoscorpiones). Boletin de la Sociedad Entomológica Aragonesa, vol. 48, no 1, p. 115-128 (texte intégral).